# Vetro smaltato

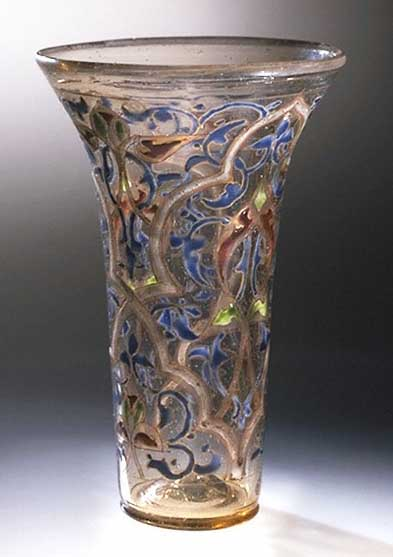
Fortuna di Edenhall, coppa in vetro smaltato del XIII secolo prodotta in Siria o Egitto

Il vetro smaltato è un vetro che è stato decorato con smalto vitreo (vetro in polvere, eventualmente mescolato con un legante) poi fuso nel vetro. Può produrre colori brillanti e duraturi ed essere trasparente, traslucido o opaco. Generalmente i colori desiderati appaiono solo quando il pezzo viene messo in forno, aggiungendosi alle difficoltà dell'artista.
È simile allo smalto vitreo su superfici metalliche, ma la superficie di supporto è di vetro. È anche vicino alla decorazione "smaltata" della ceramica, in particolare su porcellana, e si ritiene probabile che la tecnica sia passata dal metallo al vetro (probabilmente nel mondo islamico), e poi nel Rinascimento dal vetro alla ceramica (forse in Boemia o Germania).

## Tecniche

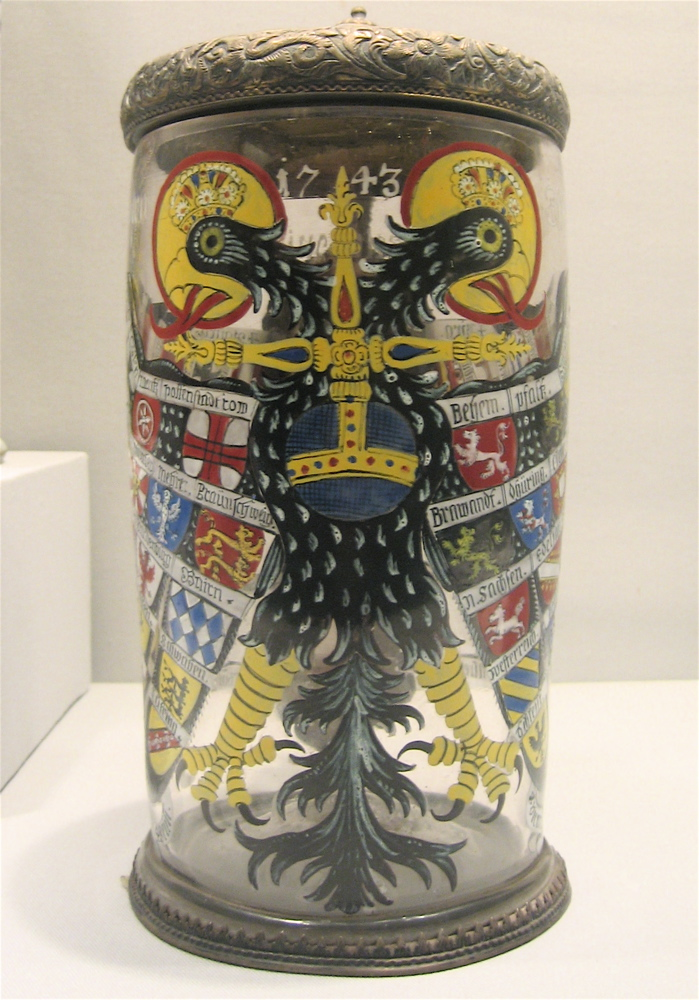
Il Reichsadlerhumpen, un bicchiere con l'aquila bicipite del Sacro Romano Impero, e le braccia dei vari territori sulle sue ali, era un popolare fiore all'occhiello, di vetro smaltato, nelle terre tedesche dal XVI secolo in poi.

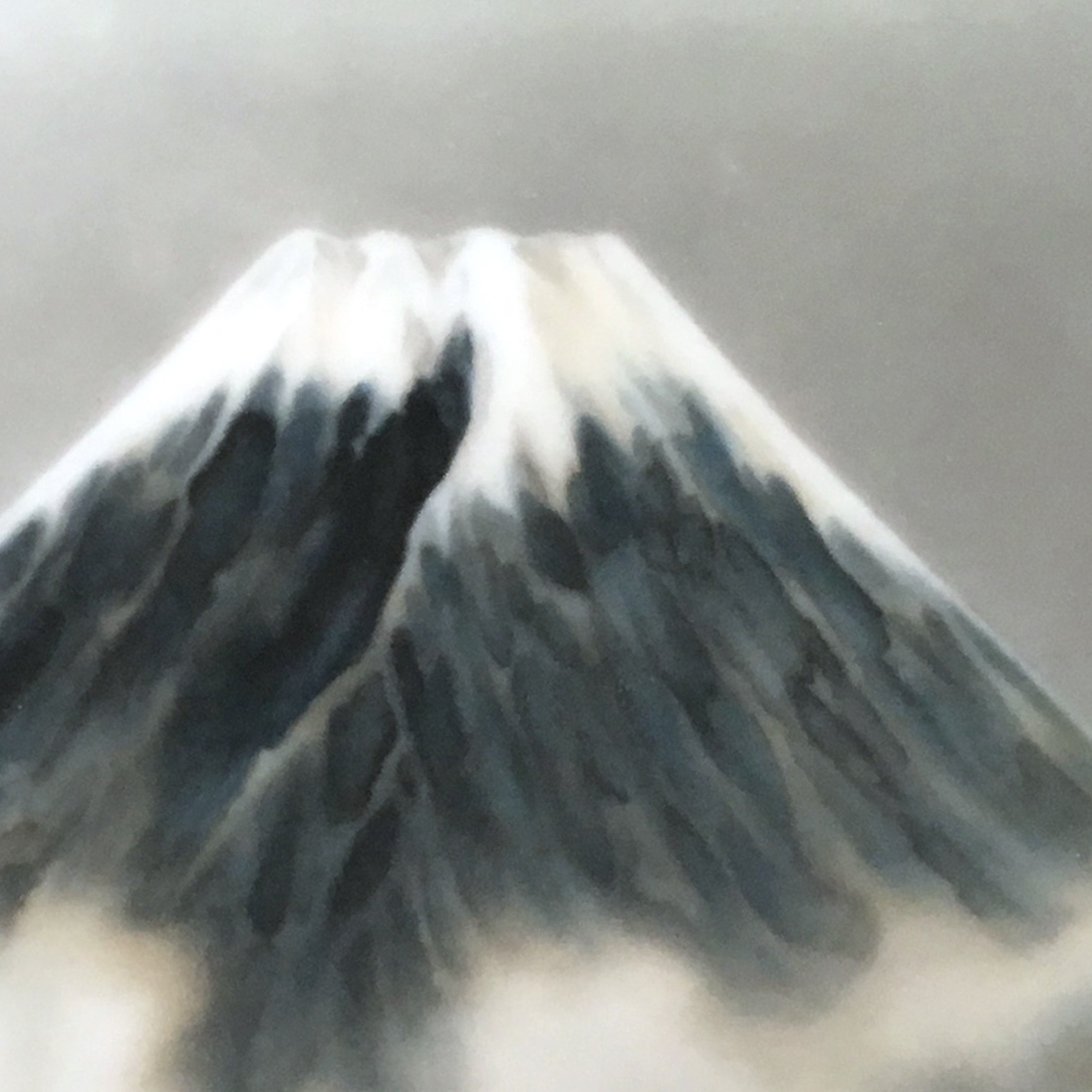
Vaso giapponese realizzato con tecnica musen shippō (無線七宝). Viene usato un filo per localizzare il vetro, che viene poi rimosso prima di metter in forno il manufatto.

Il vetro può essere smaltato spruzzando una polvere su una superficie piana, creando una poltiglia, con un legante e quindi irrorando con polvere che aderirà. Come con lo smalto su metallo, la gomma adragante può essere usata per realizzare spigoli vivi.
Molte tecniche moderne sono molto più semplici di quelle antiche. Ad esempio, ora esistono penne per vetro smaltato.
Il vetro smaltato è spesso usato in combinazione con la doratura. Può essere aggiunta mica per dare lucentezza.

## Usi
Le lampade da moschea sono realizzate in vetro smaltato. Generalmente hanno le anse, dalle quali vengono sospese per illuminare, non solo le moschee, ma anche spazi simili come le madrase e i mausolei. Hanno un simbolismo religioso basato sul versetto della luce dal Corano, spesso inciso sulla superficie.
Durante il Rinascimento europeo, i costosi calici smaltati erano usati come corteggiamento e doni matrimoniali. Questi calici erano usati raramente, e alcuni sono sopravvissuti fino ai nostri giorni.
La pittura su vetro, realizzata con polvere di vetro, rende trasparente il lavoro finito. La fusione del vetro è simile, ma le polveri non vengono prima miscelate in una pasta verniciabile; tuttavia, il risultato è simile.

## Galleria d'immagini

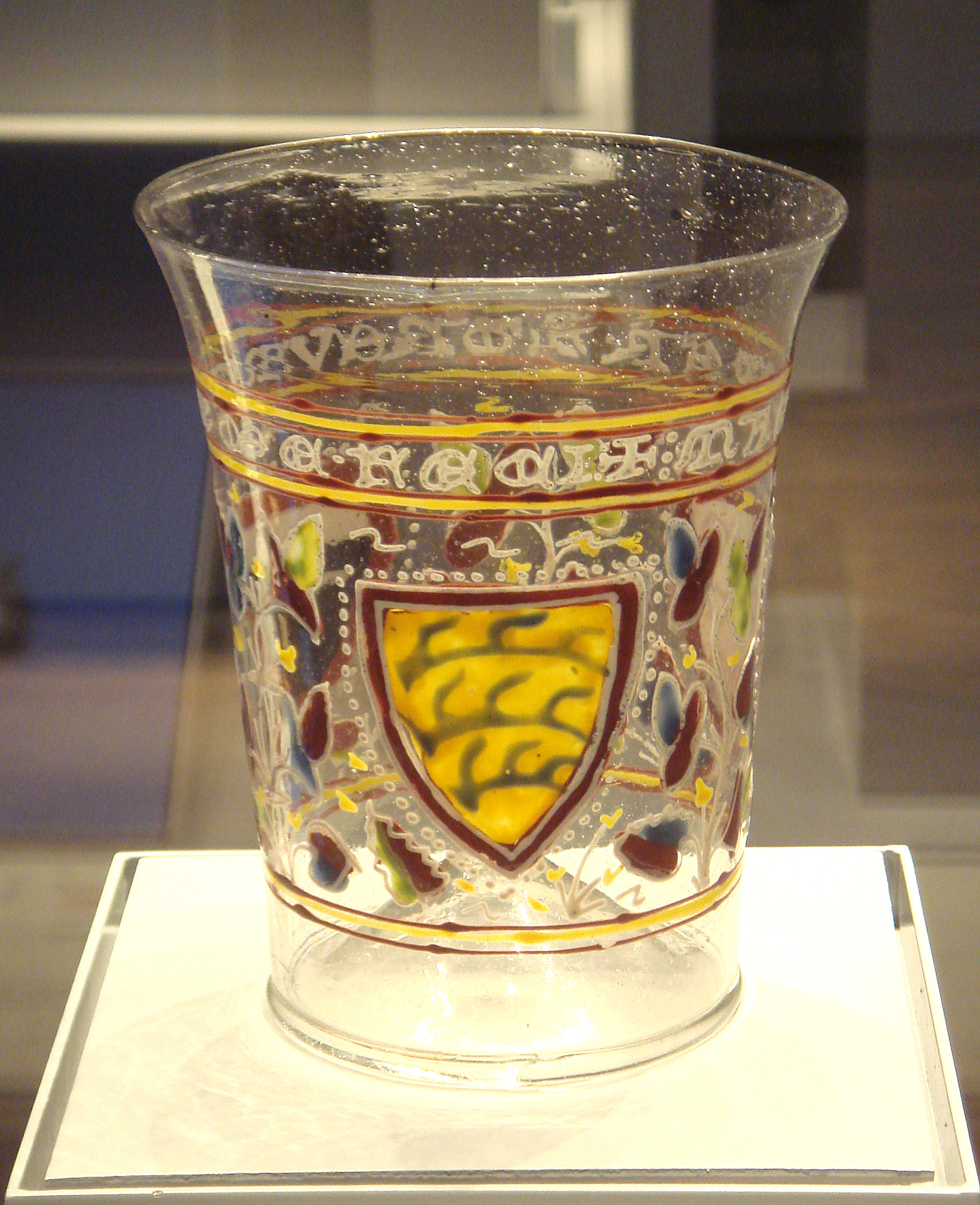
Bicchiere Aldrevandini, vetro veneziano con decorazione a smalto derivato da tecniche e motivi islamici, circa 1330.
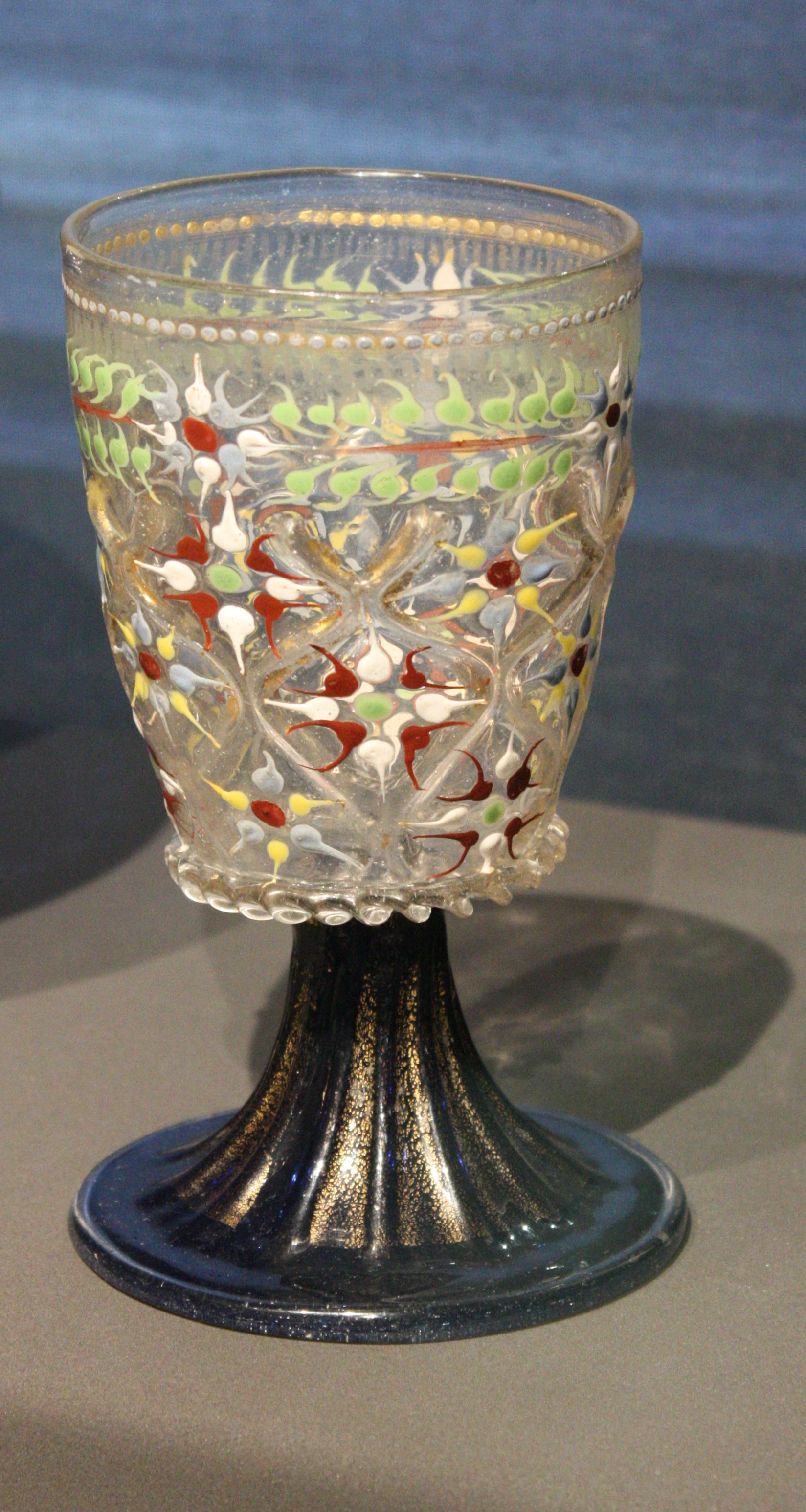
Calice, Italia, Venezia, 1475-1510
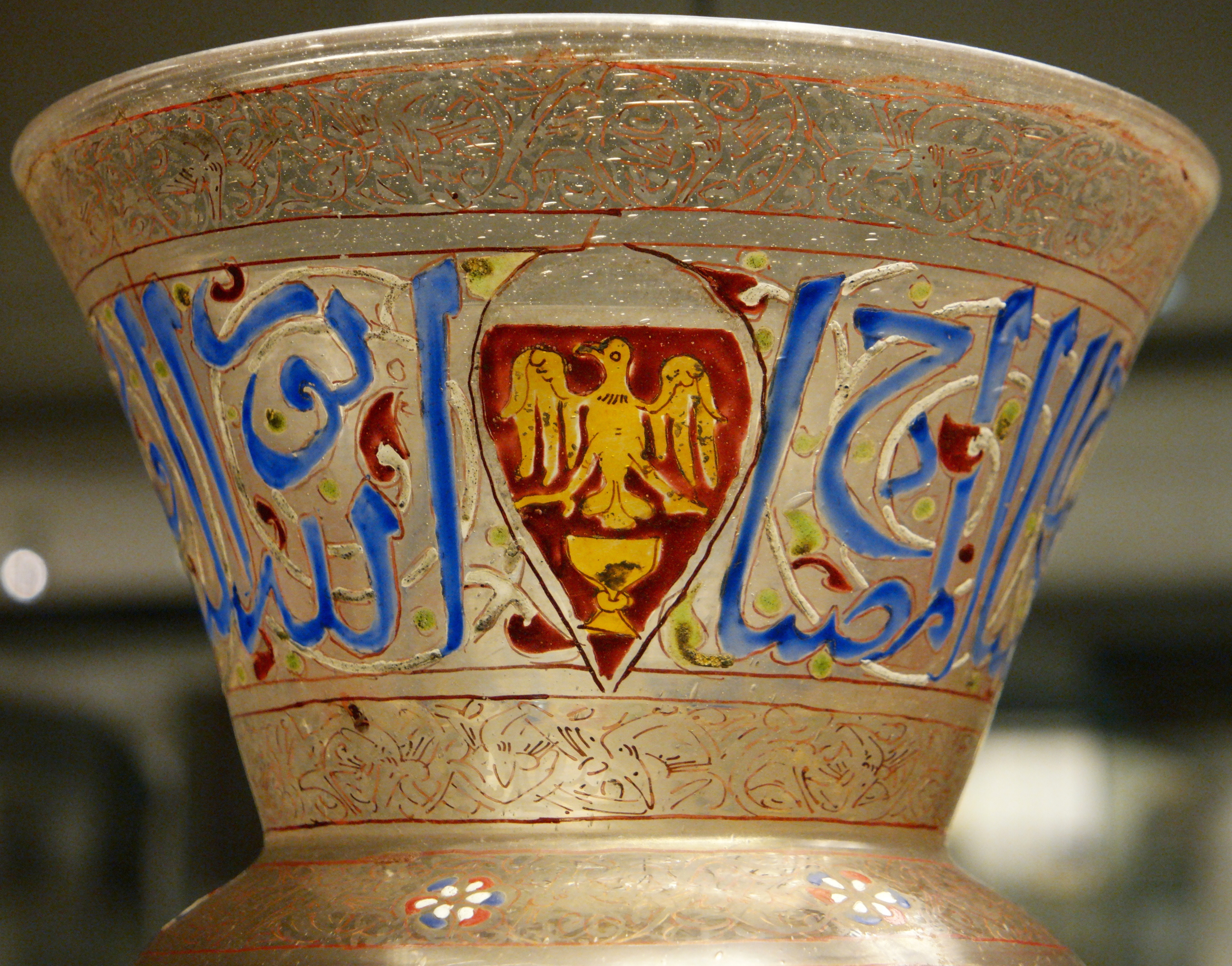
Lampada da moschea egiziana, XIV secolo
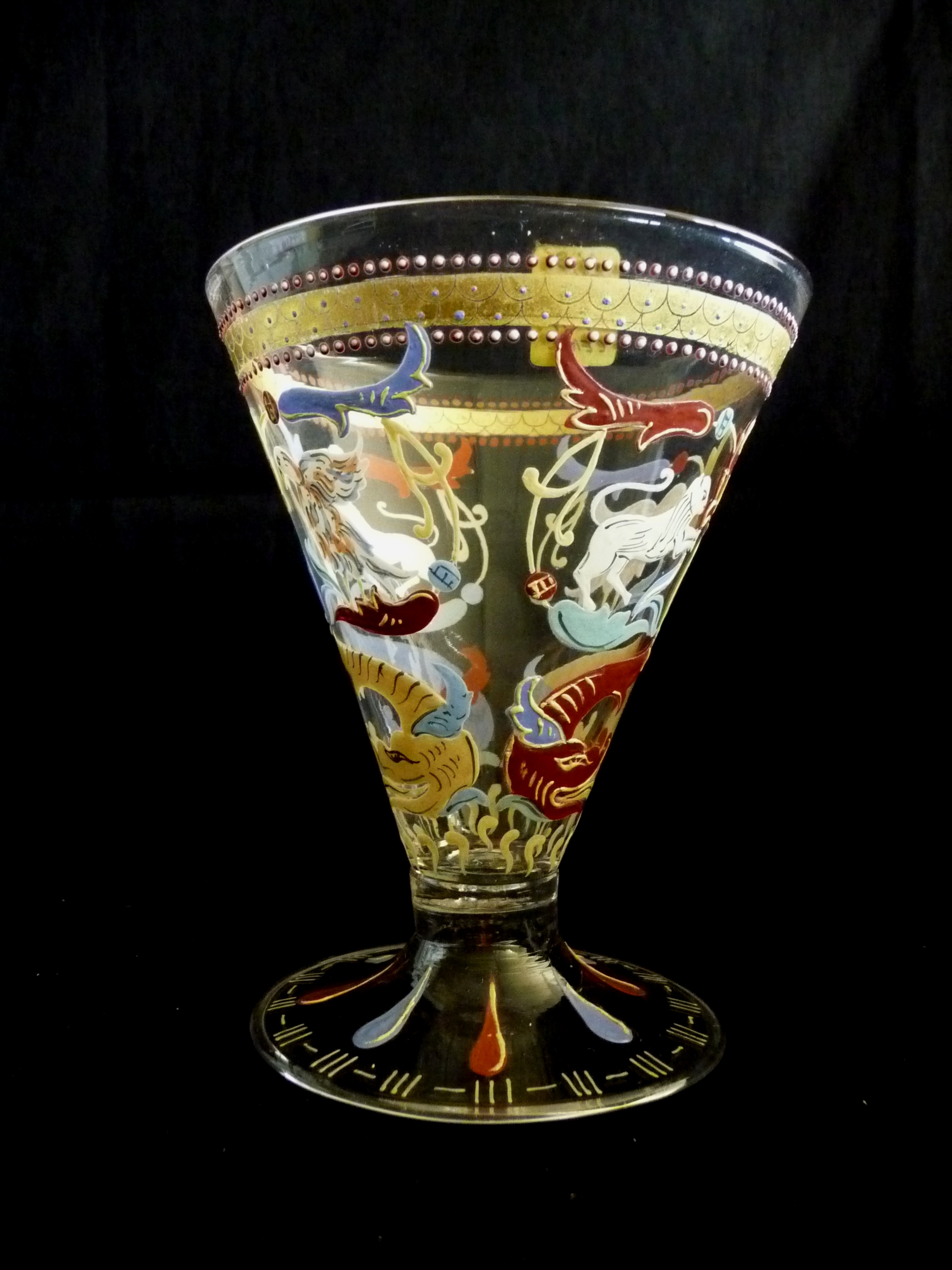
Calice italiano, XIX secolo
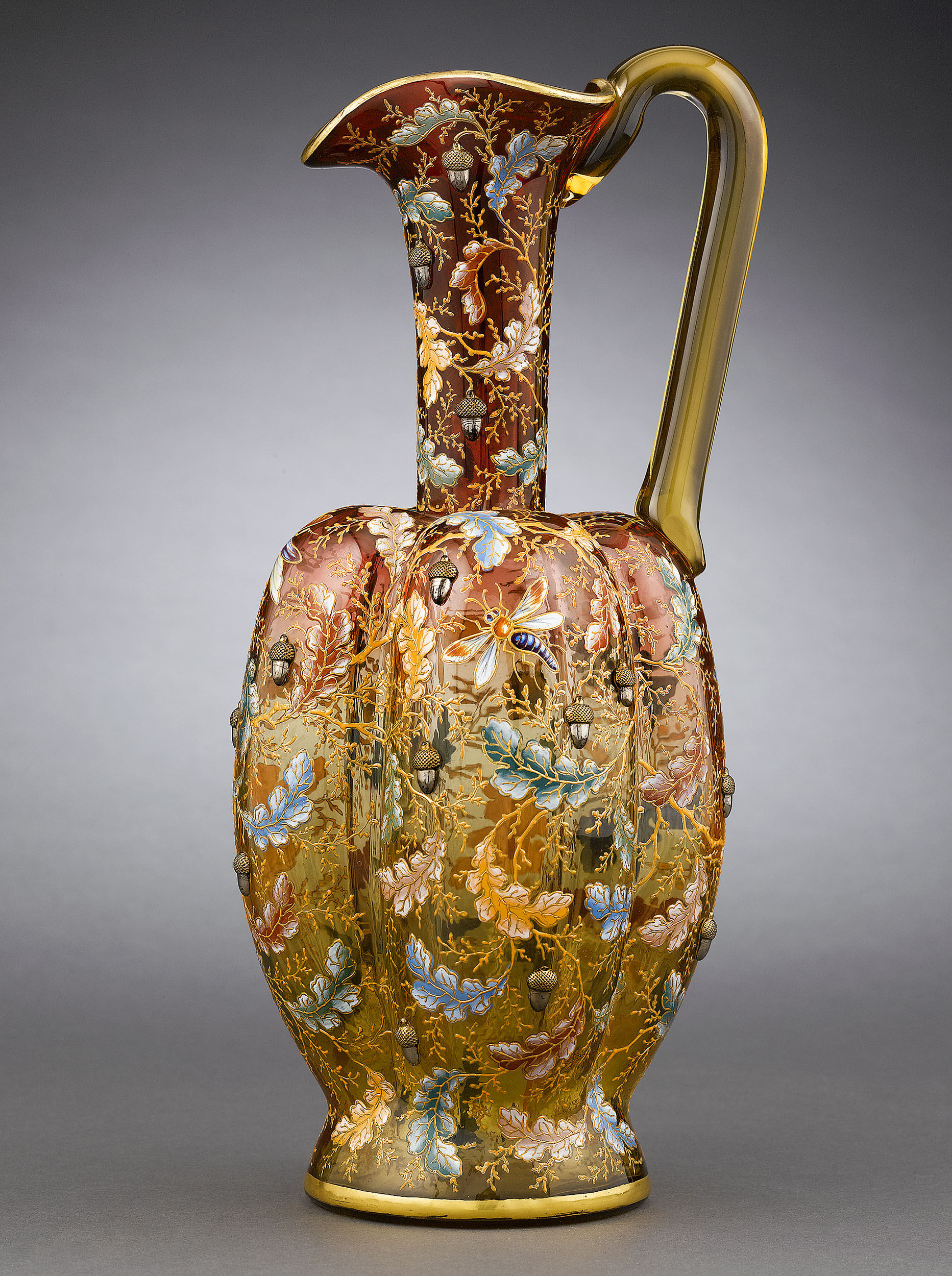
Brocca Moser, Repubblica Ceca, circa 1880
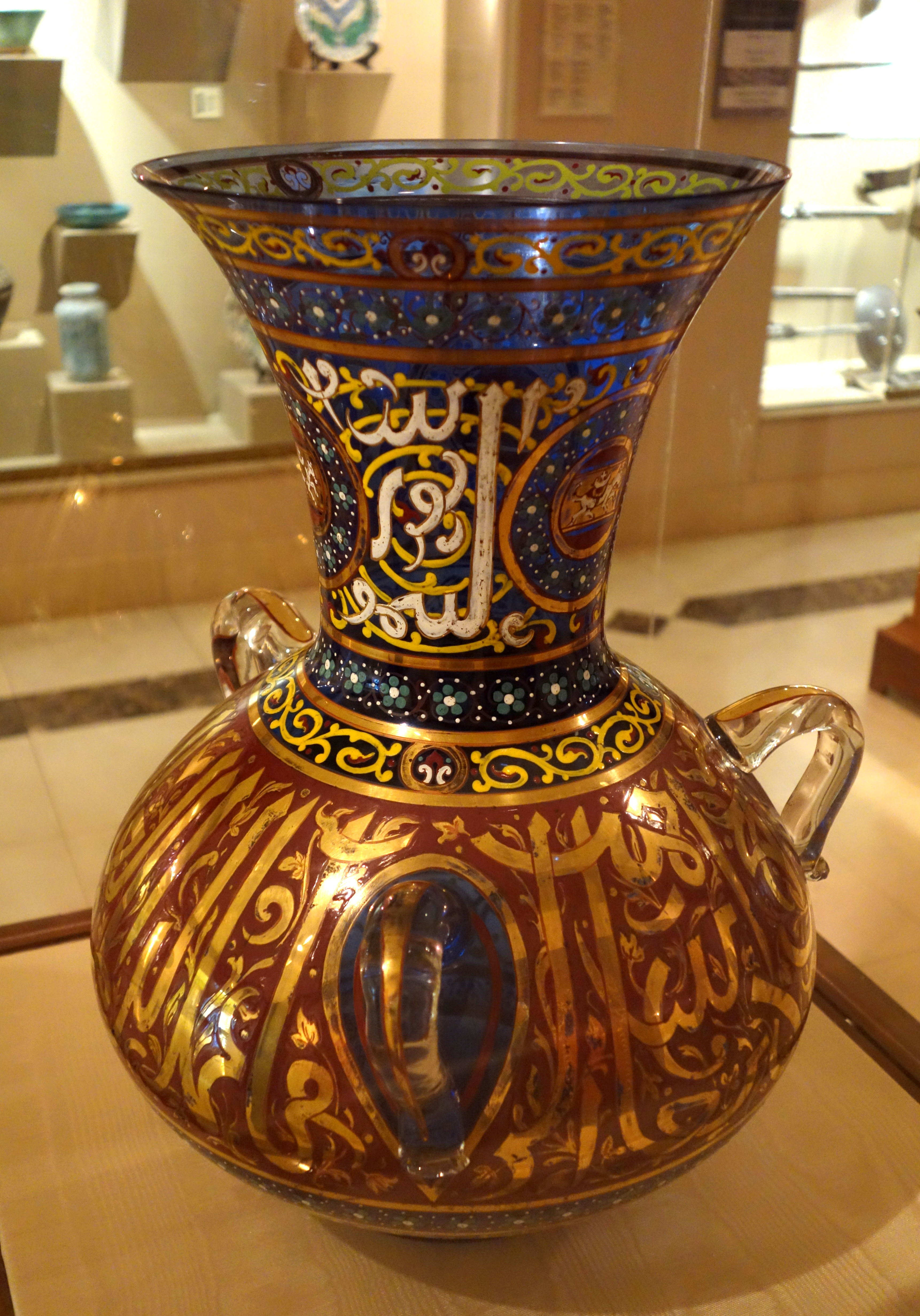
Lampada da moschea in stile mamelucco, Europa, XX secolo